# Lechia Gdańsk
El Lechia Gdańsk es un club deportivo de la ciudad de Gdansk, en Polonia. Fue fundado en 1945 y es la segunda institución deportiva más antigua de la capital pomerania. Su equipo de fútbol milita actualmente en la Ekstraklasa, la primera categoría del fútbol polaco. El Lechia Gdańsk dispone igualmente de varias secciones deportivas, destacando la de rugby, atletismo y ciclismo, entre otras.

## Historia
El club fue fundado el 7 de agosto de 1945 con el nombre Klub Sportowy Biura Odbudowy Portów "Baltia" por varios habitantes expulsados de Leópolis, antigua ciudad polaca que tras la conferencia de Yalta fue traspasada a la República Socialista Soviética de Ucrania. Un año más tarde el equipo cambió su nombre a Lechia Gdańsk, en homenaje a uno de los equipos de fútbol más antiguos del fútbol polaco, el Lechia Lwów, cuyos orígenes se remontan a 1903.
Lechia jugó su primer partido en la primera división polaca el 20 de marzo de 1949, pero perdió frente a KS Cracovia por 1-5, y al finalizar la temporada descendió a la segunda categoría. Volvió a la Ekstraklasa con el nombre Budowlani en 1951, descendió en 1953 y ascendió una vez más en 1954. En 1956 el club quedó en tercera posición en la tabla, su mejor resultado hasta la fecha. A partir de los años 1960 bajó nuevamente al segundo y tercer escalafón del sistema de ligas de Polonia. No fue hasta la década de 1980 cuando el club obtuvo su primer título, la Copa de Polonia, en la temporada 1982-83; el Lechia se impuso por 2-1 al Piast Gliwice en Piotrków Trybunalski, tras vencer en las eliminatorias a grandes equipos como el Widzew Łódź, Śląsk Wrocław, Zagłębie Sosnowiec y Ruch Chorzów. La hazaña es especialmente recordaba por los fanáticos debido a que el equipo militaba por aquel entonces en tercera división. El 30 de julio de 1983 disputó la primera Supercopa de Polonia celebrada por la Asociación Polaca de Fútbol (PZPN), en la que venció al campeón de liga, el Lech Poznań, por 1-0 en el Estadio Municipal de Gdańsk. Ese mismo año jugó su primer campeonato internacional, enfrentándose a la Juventus de Turín en la primera ronda de la Recopa de Europa 1983-84, donde los polacos perdieron por un abultado 10-2 global.
El Lechia repitió el doblete 35 años más tarde, durante la temporada 2018-19, tras proclamarse campeón de Copa ante el Jagiellonia Białystok por 1-0 y campeón de Supercopa ante el Piast Gliwice por 3-1. Concluida la temporada 2021-22, el equipo finalizó en cuarta posición, logrando disputar la segunda edición de la Liga Europa Conferencia de la UEFA y alcanzando la segunda ronda. No obstante, su buena racha finalizó abruptamente en la campaña siguiente, con el Lechia siendo el equipo más goleado del campeonato y terminando la clasificación en 17.ª posición, tan solo por delante del último clasificado, el Miedź Legnica, y a ocho puntos de la salvación. Su derrota por 1-3 ante el Zagłębie Lubin selló oficialmente su descenso en la 31.ª jornada, suponiendo su retorno a la división de plata quince años después.

## Estadio
El Arena Gdansk, llamado por motivos de patrocinio Polsat Plus Arena Gdansk, es el estadio local de Lechia. El recinto deportivo está ubicado en la parte norte de la ciudad, en el distrito de Letnica. El aforo de las gradas es de 41,620 espectadores, todos sentados y techados. Es el estadio más grande de la Ekstraklasa y el tercero más grande del país, detrás del Estadio Nacional de Varsovia y el Estadio de Silesia.
La construcción del estadio comenzó en 2008 y se completó a mediados de 2011. El partido inaugural fue entre el Lechia Gdańsk y el KS Cracovia, que finalizó con empate 1-1. El primer partido internacional, un encuentro entre las selecciones de fútbol de Polonia y Alemania, tuvo lugar el 6 de septiembre de 2011 y terminó 2-2. El Arena Gdansk fue una de las sedes que albergó la Eurocopa 2012 organizada conjuntamente por Polonia y Ucrania, y el 26 de mayo de 2021 acogió la final de la Liga Europa de la UEFA 2020-21 entre el Villarreal CF y el Manchester United.

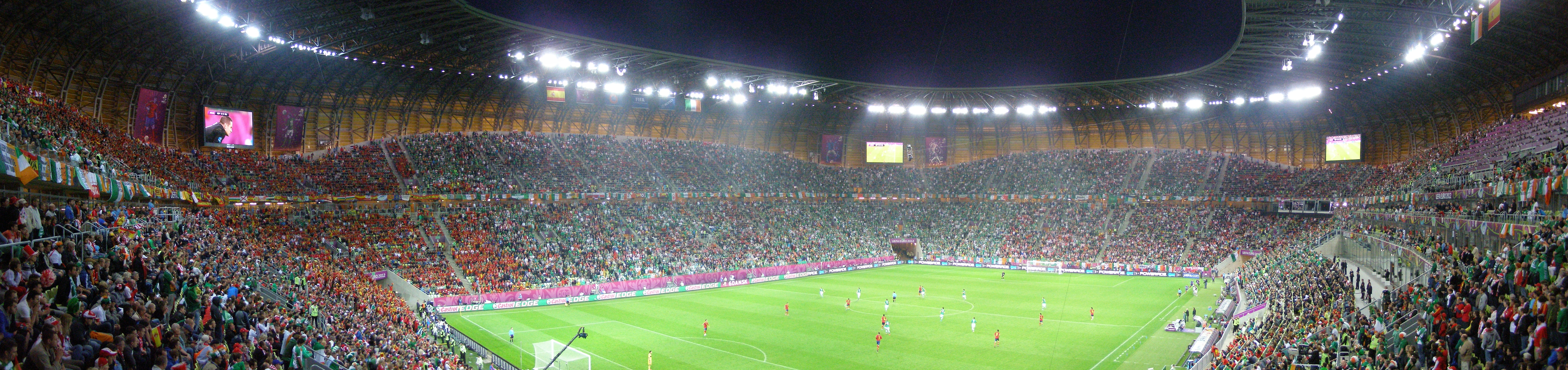
Interior del Arena Gdansk.

## Jugadores

### Plantilla 2024/25
Actualizado el 21 de Julio de 2024.

### Jugadores destacados
| - Jarosław Bieniuk - Ariel Borysiuk - Stanisław Burzyński - Tomasz Dawidowski - Jacek Grembocki - Henryk Gronowski - Robert Gronowski - Lukáš Haraslín - Rafał Kaczmarczyk - Alfred Kokot - Roman Korynt - Rafał Kosznik - Miloš Krasić - Dušan Kuciak - Marek Ługowski - Daniel Łukasik | - Mario Maloča - Sebastian Małkowski - Egy Maulana Vikri - Sebastian Mila - Mariusz Pawlak - Sławomir Peszko - Zdzisław Puszkarz - Janusz Stawarz - Łukasz Surma - Steven Vitória - Jakub Wawrzyniak - Sławomir Wojciechowski - Grzegorz Wojtkowiak - Rafał Wolski - Hubert Wołąkiewicz - Marek Zieńczuk |

## Entrenadores
| - Zygmunt Czyżewski (1945–46) - Ryszard Koncewicz (1949) - Václav Křížek (1949) - Czesław Bartolik (1950–53) - Ferdinand Fritsch (1953) - Tadeusz Foryś (1954–57) - Leszek Goździk (1958) - Henryk Serafin (1959–60) - Piotr Nierychło (1960–61) - Lajos Szolár (1961) - Edward Drabiński (1962) - Grzegorz Polakow (1962) - Roman Rogocz (1962–63) - Władysław Lemiszko (1963–64) - Jerzy Wrzos (1965–66) - Henryk Gronowski (1966) - Edward Brzozowski (1967) - Bogumił Gozdur (1967–70) - Jerzy Słaboszowski (1970–71) - Roman Rogocz (1971–72) - Ryszard Kulesza (1972–74) - Wojciech Łazarek (1974–75) - Grzegorz Polakow (1976) - Marian Geszke (1976) - Józef Walczak (1976–78) - Janusz Pekowski (1978–79) - Wojciech Przybylski (1979–80) | - Jerzy Brzyski (1981) - Michał Globisz (1981–82) - Edward Wojewódzki (1982) - Jerzy Jastrzębowski (1982–84) - Michał Globisz (1984) - Wojciech Łazarek (1984–85) - Michał Globisz (1986) - Marian Geszke (1986–87) - Zbigniew Kociołek (1987–88) - Stanisław Stachura (1988–89) - Bogusław Kaczmarek (1989–92) - Adam Musiał (1992–93) - Zbigniew Tymiński (1993) - Marian Geszke (1993–94) - Janusz Kupcewicz (1995) - Hubert Kostka (1995–96) - Stanisław Stachura (1996) - Stanisław Stachura (1996) - Józef Gładysz (1996–97) - Andrzej Bikiewicz (1997–98) - Witold Kulik(1998–99) - Jerzy Jastrzębowski (1999–2000) - Wiesław Wika (2000) - Romuald Szukiełowicz (2000) - Stanisław Stachura (2000–01) - Michał Globisz (2001) - Tadeusz Małolepszy (2001–02) | - Jerzy Jastrzębowski (2003–04) - Marcin Kaczmarek (2004–06) - Tomasz Borkowski (2006–07) - Tomasz Kafarski (2007) - Dariusz Kubicki (2007–08) - Jacek Zieliński (2008–09) - Tomasz Kafarski (2009–11) - Rafał Ulatowski (2011) - Paweł Janas (2011–12) - Bogusław Kaczmarek (2012–13) - Michał Probierz (2013–14) - Ricardo Moniz (2014) - Quim Machado (2014) - Tomasz Unton (2014) - Jerzy Brzęczek (2014–15) - Thomas von Heesen (2015) - Dawid Banaczek (2015–16) - Piotr Nowak (2016–17) - Adam Owen (2017–18) - Piotr Stokowiec (2018–21) - Tomasz Kaczmarek (2021–2022) - Marcin Kaczmarek (2022–2023) - David Badía Cequier (2023) - Szymon Grabowski (2023–) |

## Participación en competiciones de la UEFA
| Temporada | Torneo                             | Ronda         | Club             | Casa | Visita | Global      |
| --------- | ---------------------------------- | ------------- | ---------------- | ---- | ------ | ----------- |
| 1983–84   | Recopa de Europa de la UEFA        | Ronda de 16   | Juventus         | 2–3  | 0–7    | 2–10        |
| 2019–20   | Liga Europa de la UEFA             | Segunda ronda | Brøndby          | 2–1  | 1–4    | 3–5 (t. s.) |
| 2022–23   | Liga Europa Conferencia de la UEFA | Primera ronda | Akademija Pandev | 4–1  | 2–1    | 6–2         |
| 2022–23   | Liga Europa Conferencia de la UEFA | Segunda ronda | Rapid Viena      | 1–2  | 0–0    | 1–2         |

## Palmarés

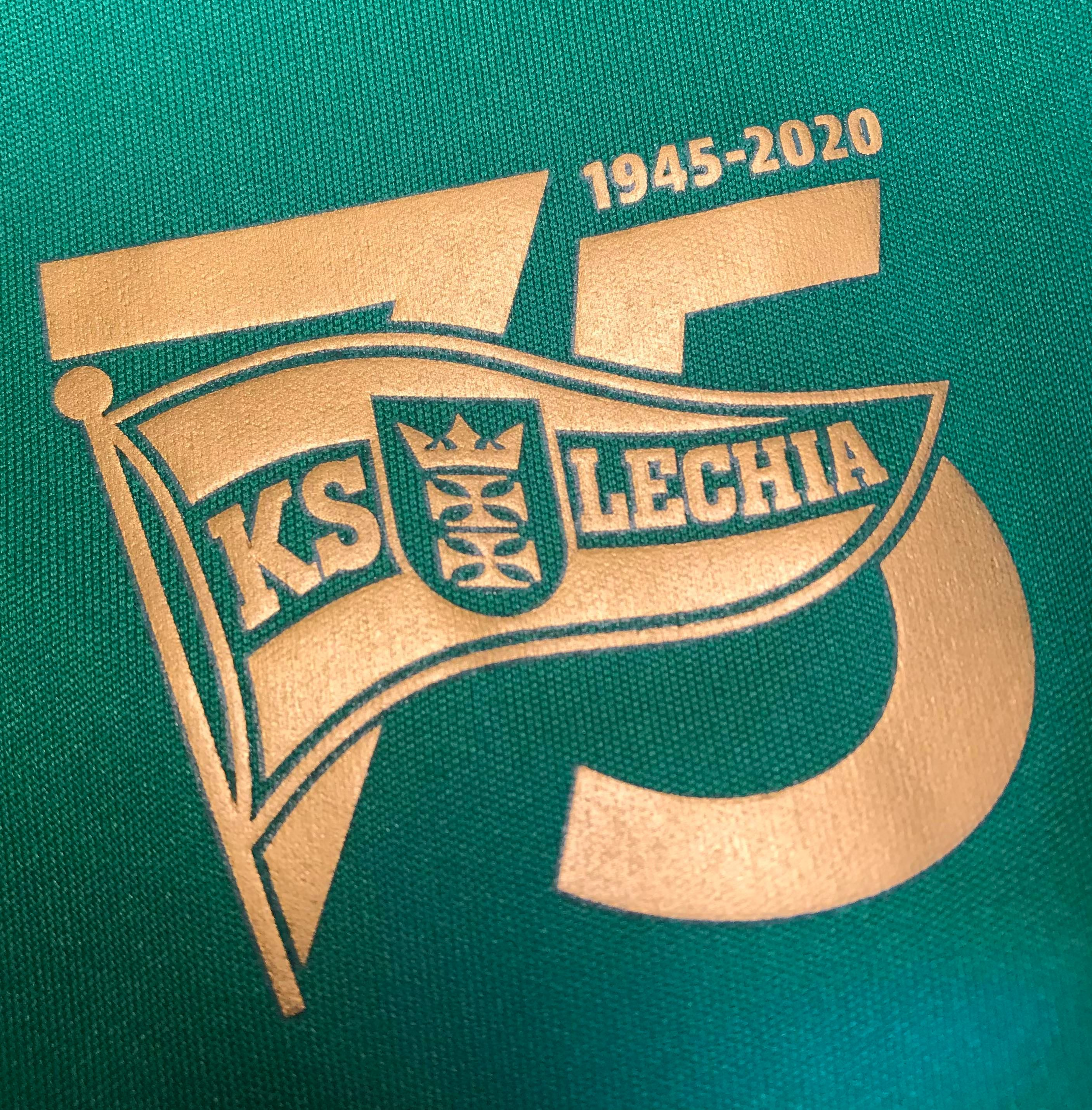
Escudo usado por el Lechia Gdańsk en su 75 aniversario.

### Torneos nacionales
- Supercopa polaca de fútbol:
  - Ganador (2): 
    - 1983 - Lechia Gdańsk 1:0 Lech Poznań
    - 2019 - Lechia Gdańsk 3:1 Piast Gliwice

- Copa de Polonia:
  - Ganador (2): 
    - 1982/83 - Lechia Gdańsk 2:1 Piast Gliwice
    - 2018/19 - Lechia Gdańsk 1:0 Jagiellonia Białystok

- I Liga de Polonia: 
  - Ganador (3): 1951, 1984, 2008

- Ekstraklasa:
  - Tercer puesto en la primera liga polaca en 1956.